# ThunderCats Roar
ThunderCats Roar è una serie televisiva animata statunitense del 2020, prodotta da Warner Bros. Animation.
La serie presenta uno stile esplicitamente da cartone animato con un tono più spensierato e comico rispetto alla serie originale ThunderCats. La premessa di ThunderCats Roar è simile a quella dell'originale: i ThunderCats sfuggono dal loro pianeta natale morente Thundera, schiantandosi contro la Terza Terra, dove affrontano vari cattivi e il loro capo malvagio Mumm-Ra.
La serie è stata trasmessa negli Stati Uniti, da Cartoon Network, dal 22 febbraio al 5 dicembre 2020. In Italia è stata trasmessa dal 6 aprile al 18 dicembre 2020 su Cartoon Network.

## Episodi
| Stagione       | Episodi | Prima TV USA | Prima TV Italia |
| -------------- | ------- | ------------ | --------------- |
| Prima stagione | 52      | 2020         | 2020            |

### Prima stagione
| nº | Titolo originale            | Titolo italiano                   | Prima TV USA     | Prima TV Italia  |
| -- | --------------------------- | --------------------------------- | ---------------- | ---------------- |
| 1  | Exodus                      | Una nuova casa - Parte 1          | 22 febbraio 2020 | 6 aprile 2020    |
| 2  | Exodus                      | Una nuova casa - Parte 2          | 22 febbraio 2020 | 6 aprile 2020    |
| 3  | The Legend of Boggy Ben     | Il mostro della palude            | 29 febbraio 2020 | 7 aprile 2020    |
| 4  | Prank Call                  | Uno scherzo telefonico            | 29 febbraio 2020 | 7 aprile 2020    |
| 5  | Driller                     | Essere utili                      | 7 marzo 2020     | 8 aprile 2020    |
| 6  | Secret of the Unicorn       | Il segreto dell'unicorno          | 7 marzo 2020     | 8 aprile 2020    |
| 7  | Panthro Plagiarized!        | La forchetta di gravità           | 14 marzo 2020    | 9 aprile 2020    |
| 8  | Warrior Maiden Invasion     | L'invasione delle donne guerriere | 14 marzo 2020    | 9 aprile 2020    |
| 9  | Lost Sword                  | La spada perduta                  | 21 marzo 2020    | 10 aprile 2020   |
| 10 | The Horror of Hook Mountain | Il Luccicone                      | 21 marzo 2020    | 10 aprile 2020   |
| 11 | ThunderSlobs                | Thunder sudicioni                 | 28 marzo 2020    | 13 aprile 2020   |
| 12 | Working Grrrl               | Cheetara contro Monkian           | 28 marzo 2020    | 13 aprile 2020   |
| 13 | Mandora -- The Evil Chaser  | Mandora l'agente intergalattica   | 4 aprile 2020    | 14 aprile 2020   |
| 14 | Dr. Dometome                | L'inondazione                     | 4 aprile 2020    | 14 aprile 2020   |
| 15 | Study Time                  | Gli insegnamenti di Jaga          | 11 aprile 2020   | 15 aprile 2020   |
| 16 | Mumm-Ra, the Ever-Living    | Mumm-ra, l'immortale              | 11 aprile 2020   | 15 aprile 2020   |
| 17 | Berserkers                  | I robo-pirati                     | 18 aprile 2020   | 20 aprile 2020   |
| 18 | Jaga's History              | L'esplosione di Thundera          | 18 aprile 2020   | 20 aprile 2020   |
| 19 | Barbastella                 | Barbastella                       | 25 aprile 2020   | 21 aprile 2020   |
| 20 | Adopt a Jackal              | Un amico mutante                  | 25 aprile 2020   | 21 aprile 2020   |
| 21 | Summer Fun Day!             | Giornata al mare                  | 2 maggio 2020    | 22 aprile 2020   |
| 22 | Safari Joe                  | Safari Joe                        | 2 maggio 2020    | 22 aprile 2020   |
| 23 | Ratar-O                     | Ratar-O                           | 9 maggio 2020    | 23 aprile 2020   |
| 24 | Prince Starling’s Quest     | La missione del principe Starling | 9 maggio 2020    | 23 aprile 2020   |
| 25 | Lion-S                      | La Thunderiana                    | 16 maggio 2020   | 24 aprile 2020   |
| 26 | Snarf’s Day Off             | Il giorno libero di Snarf         | 16 maggio 2020   | 24 aprile 2020   |
| 27 | Mumm-Ra of Plun-Darr        | Una nuova alleanza - Parte 1      | 23 maggio 2020   | 30 novembre 2020 |
| 28 | Mumm-Ra of Plun-Darr        | Una nuova alleanza - Parte 2      | 23 maggio 2020   | 30 novembre 2020 |
| 29 | Mandora's Law               | La legge di Mandora               | 2 novembre 2020  | 2 dicembre 2020  |
| 30 | Thunder Road                | Corsa alle spade                  | 2 novembre 2020  | 2 dicembre 2020  |
| 31 | Corporate Buyout            | L'unione fa la forza              | 3 novembre 2020  | 1º dicembre 2020 |
| 32 | Hachiman                    | L'incontro col Samurai            | 3 novembre 2020  | 1º dicembre 2020 |
| 33 | Schnorp                     | Schnorp                           | 4 novembre 2020  | 3 dicembre 2020  |
| 34 | Berb-cules                  | Scontro tra robot                 | 4 novembre 2020  | 3 dicembre 2020  |
| 35 | Pumm-Ra                     | Il travestimento di Mumm-Ra       | 5 novembre 2020  | 4 dicembre 2020  |
| 36 | King of the Machines        | Re Panthro                        | 5 novembre 2020  | 9 dicembre 2020  |
| 37 | Sword Heist                 | Il furto della spada              | 6 novembre 2020  | 9 dicembre 2020  |
| 38 | Cladus                      | I doveri di un re                 | 6 novembre 2020  | 10 dicembre 2020 |
| 39 | Telethon                    | Il potere della mente             | 9 novembre 2020  | 10 dicembre 2020 |
| 40 | Mall-Ra                     | Trappola al mall                  | 9 novembre 2020  | 11 dicembre 2020 |
| 41 | Eclipsorr                   | Eclipsor                          | 10 novembre 2020 | 14 dicembre 2020 |
| 42 | Wizz-Ra                     | Wizz-Ra                           | 10 novembre 2020 | 14 dicembre 2020 |
| 43 | ThunderDogs                 | Il rifugio per animali            | 11 novembre 2020 | 15 dicembre 2020 |
| 44 | Mini Mongor                 | Lo spiritello della paura         | 12 novembre 2020 | 15 dicembre 2020 |
| 45 | Swampy Johnny               | Swampy Johnny                     | 13 novembre 2020 | 16 dicembre 2020 |
| 46 | Tygra’s Garden              | Il giardino di Tygra              | 16 novembre 2020 | 16 dicembre 2020 |
| 47 | The Space Beam              | Il raggio spaziale                | 17 novembre 2020 | 17 dicembre 2020 |
| 48 | Plundsmas                   | Il Plunds-tale                    | 18 novembre 2020 | 17 dicembre 2020 |
| 49 | Killing Time                | Thundercats per sempre            | 19 novembre 2020 | 18 dicembre 2020 |
| 50 | Grune                       | Grune                             | 20 novembre 2020 | 18 dicembre 2020 |
| 51 | The First Thundsgiving      | Il brunch thunderiano             | 21 novembre 2020 | 11 dicembre 2020 |
| 52 | Mandora Saves Christmas     | La magia del Natale               | 5 dicembre 2020  | 4 dicembre 2020  |

## Personaggi e doppiatori

### Personaggi principali
- Lion-O, voce originale di Max Mittelman, italiana di Alex Polidori.
Il leader appena incoronato dei ThunderCats che si comporta ancora come un bambino.
- Tygra, voce originale di Patrick Seitz, italiana di Gabriele Lopez.
Il membro serio e più maturo della squadra che è un po' fuori di testa.
- Cheetara, voce originale di Erica Lindbeck, italiana di Eva Padoan.
Il membro più veloce della squadra e un atleta professionista.
- Panthro, voce originale di Chris Jai Alex, italiana di Luca Mannocci.
Il membro più forte e intelligente della squadra.
- WilyKit, voce originale di Erica Lindbeck, italiana di Agnese Marteddu.
La metà dei ThunderGattini, un maschiaccio ossessionato dai combattimenti e dal divertimento.
- WilyKat, voce originale di Max Mittelman, italiana di Tito Marteddu.
L'altra metà dei ThunderGattini, il gemello più maturo armato di capsule chimiche.
- Snarf, voce originale di Victor Courtright.
La mascotte della squadra e l'animale di Lion-O. In questo remake, Snarf è raffigurato come un animale robot
- Jaga, voce originale di Larry Kenney, italiana di Gianni Giuliano.
Il mentore defunto dei ThunderCats e il narratore dell'episodio pilota della serie.

### Personaggi secondari
- Mumm-Ra, voce originale di Patrick Seitz, italiana di Gabriele Lopez.
- Jan Jan, voce originale di Romi Dames, italiana di Giorgia Venditti.

## Produzione
Il 18 maggio 2018 è stato annunciato che un terzo cartone animato ispirato a ThunderCats, intitolato ThunderCats Roar, era stato accolto da Cartoon Network e che era in fase di sviluppo. La serie era inizialmente prevista per il 2019, tuttavia è stata posticipata al 2020.
I primi due episodi di ThunderCats Roar sono stati pubblicati sull'app di Cartoon Network il 10 gennaio 2020.

## Distribuzione

### Trasmissione internazionale
- 22 febbraio 2020 negli Stati Uniti d'America su Cartoon Network;[2]
- 23 febbraio 2020 in Canada su Teletoon;[5]
- 7 marzo 2020 in Lega araba ed Emirati Arabi Uniti su Cartoon Network;
- 6 aprile 2020 nel Regno Unito su Cartoon Network;[6]
- 6 aprile 2020 in Italia su Cartoon Network;[3]
- 6 aprile 2020 in Danimarca su Cartoon Network;[7]
- 6 aprile 2020 in Norvegia su Cartoon Network;[8]
- 6 aprile 2020 in Svezia su Cartoon Network;[9]
- 4 maggio 2020 in Polonia su Cartoon Network;[10]
- 11 maggio 2020 in Russia su Cartoon Network;[11]
- 14 maggio 2020 in America Latina su Cartoon Network;[12]
- 18 maggio 2020 in Germania su Cartoon Network;[13]
- 18 maggio 2020 in Ungheria su Cartoon Network;[14]
- 18 maggio 2020 in Romania su Cartoon Network;[15]
- 18 maggio 2020 in Paesi Bassi su Cartoon Network;[16]
- 23 maggio 2020 in Australia su Cartoon Network;[17]
- 23 maggio 2020 in Malaysia su Cartoon Network;[17]
- 23 maggio 2020 nelle Filippine su Cartoon Network;[17]
- 25 maggio 2020 in Africa su Cartoon Network;[18]
- 1º giugno 2020 in Turchia su Cartoon Network;[19]
- 11 giugno 2020 in Brasile su Cartoon Network;[20]
- 11 giugno 2020 in Argentina su Cartoon Network;[21]
- 11 giugno 2020 in Cile su Cartoon Network;[21]
- 11 giugno 2020 in Colombia su Cartoon Network;[21]
- 11 giugno 2020 in Messico su Cartoon Network;[21]
- 9 luglio 2020 in Spagna su HBO[22] e Boing;[23]
- 31 agosto 2020 in Francia su Cartoon Network;[24]